# Gare de Rouffach
Gare de Rouffach – przystanek kolejowy w Rouffach, w departamencie Górny Ren, w regionie Grand Est, we Francji. Jest zarządzany przez SNCF (budynek dworca) i RFF (infrastruktura).
Został otwarty w 1841 przez Compagnie du chemin de fer de Strasbourg à Bâle. Obsługiwany jest przez pociągi TER Alsace.

## Położenie
Znajduje się na linii Strasburg – Bazylea, na km 78,765, między stacjami Herrlisheim-près-Colmar i Merxheim, na wysokości 213 m n.p.m.

## Linie kolejowe
- Strasburg – Bazylea